# Aston Martin Vulcan
Aston Martin Vulcan – supersamochód klasy wyższej wyprodukowany pod brytyjską marką Aston Martin w latach 2015−2016.

## Historia i opis modelu

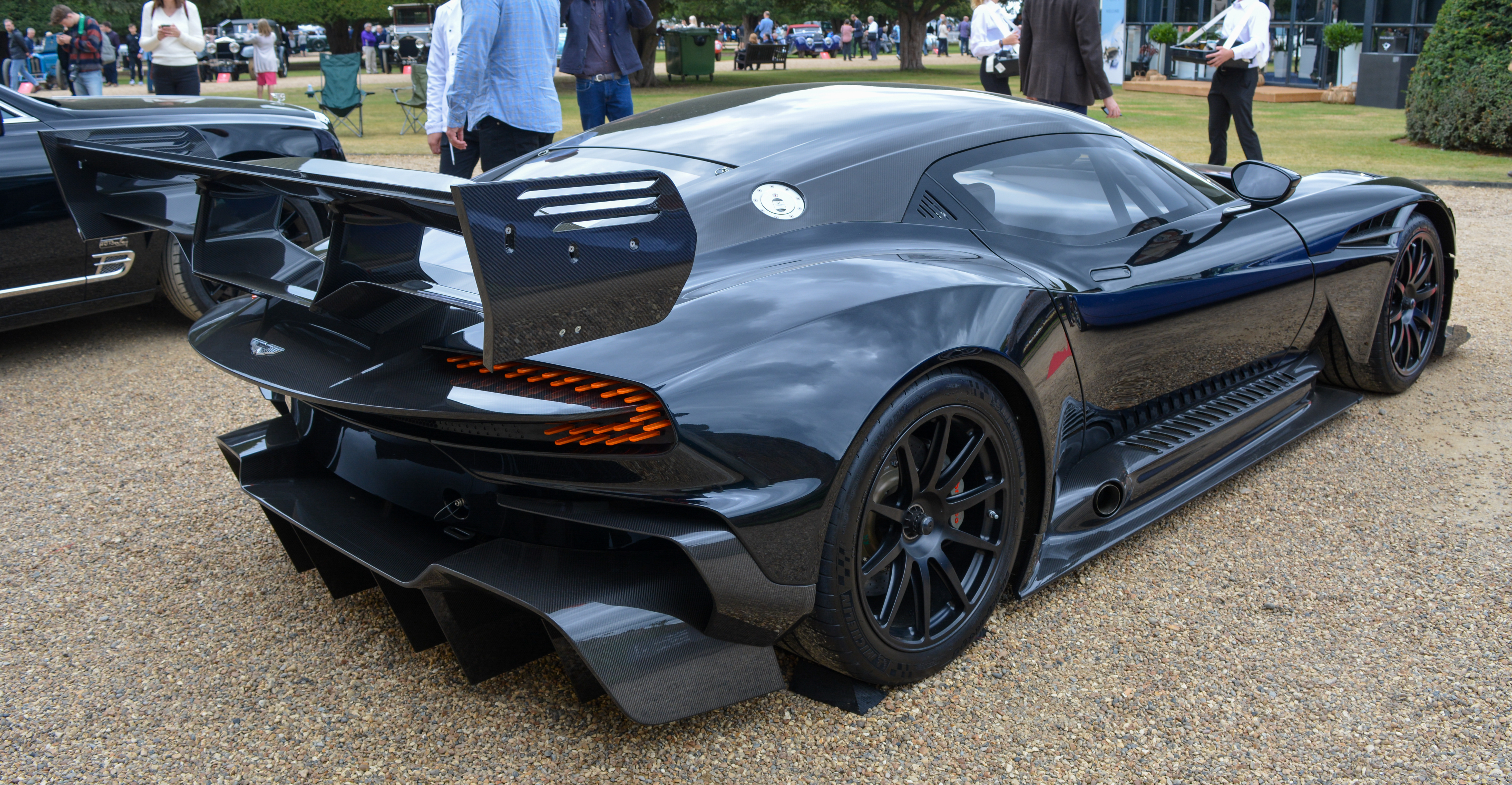
Aston Martin Vulcan - tył

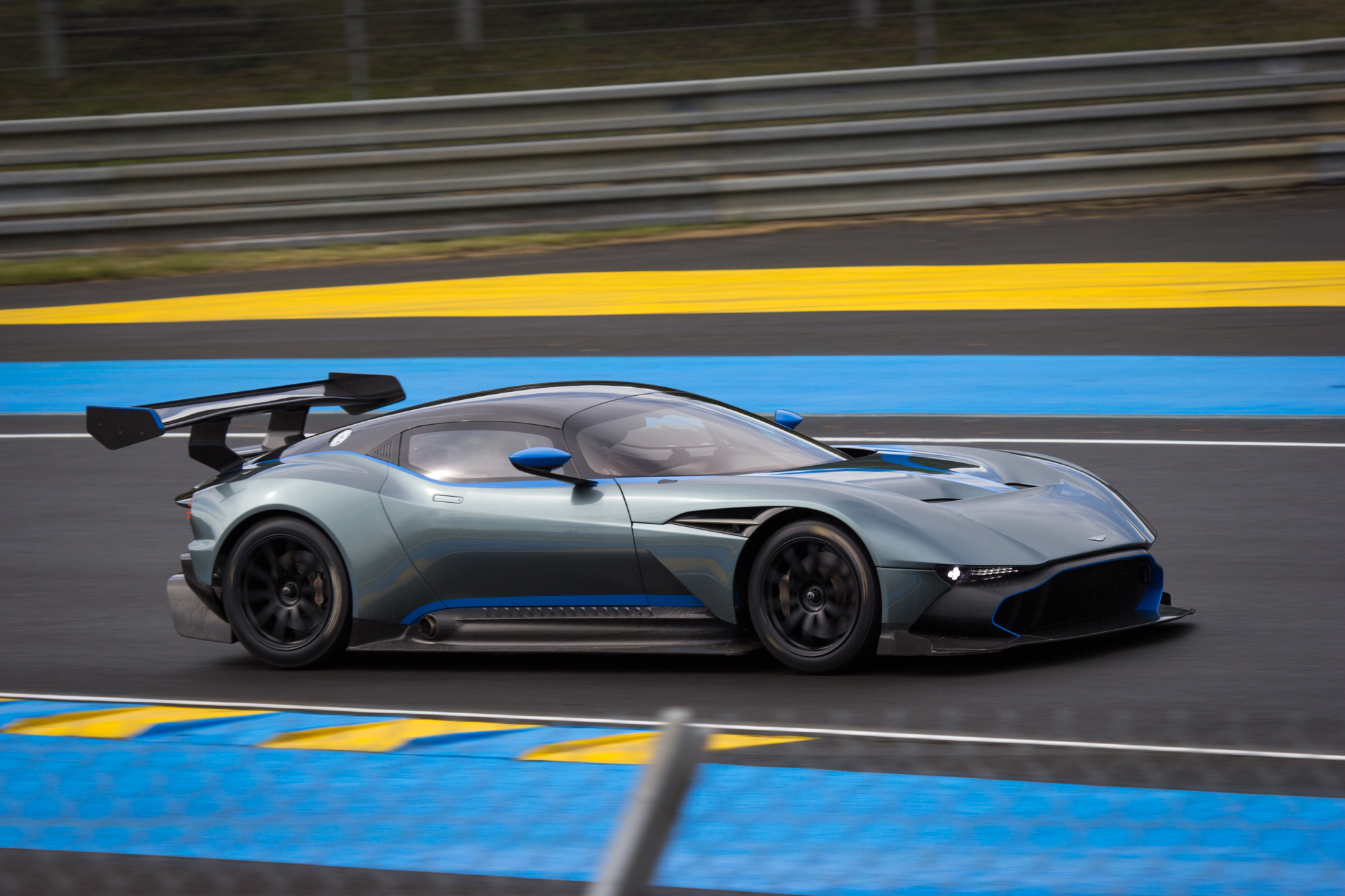
Aston Martin Vulcan na torze

Pod koniec lutego 2015 roku, tuż przed rozpoczęciem marcowego Geneva Motor Show, Aston Martin zaprezentował zupełnie nowy, ściśle limitowany model o torowym charakterze. Za bazę techniczną do skonstruowania Vulcana wykorzystany został inny limitowany model One-77, dzieląc z nim m.in. płytę podłogową i przez to rozstaw osi równy 2791 mm. Jednocześnie, dzięki lekkim komponentom wykorzystanym do budowy nadwozia samochód jest wyraźnie lżejszy od pierwowzoru - ważąc nieco ponad relatywnie niewielkie 1,3 tony.
Aston Martin Vulcan zaprojektowany został przez zespół stylistów dowodzonych przez Marka Reichmana, wyróżniając się odejściem od dotychczas stosowanej estetyki brytyjskiej firmy. Samochód przyozdobił duży, trapezoidalny wlot powietrza przy znacznie bardziej agresywnych liniach, zwieńczonych dużym tylnym spojlerem. Wał napędowy wykonany został z karbonu, z kolei hamulce z tarczami o rozmiarze 380 mm z przodu i 360 mm z tyłu dostarczyła firma Brembo.
Vulcan w momencie debiutu był najmocniejszym samochodem wówczas skonstruowanym przez Astona Martina - napędziła go benzynowa jednostka typu V12 o pojemności 7 litrów i mocy maksymalnej 800 KM, która przenosi moc na tylną oś przy pomocy 6-biegowej sekwencyjnej przekładni biegów Xtrac. 

### Sprzedaż
Aston Martin Vulcan opracowany został wyłącznie z myślą o użytkowaniu w warunkach torowych i nie jest dopuszczony do poruszania się po drogach publicznych, posiadając certyfikat FIA World Endurance Championship. Jest to zarazem samochód ściśle limitowany, który wyprodukowany został w ograniczonej puli egzemplarzy do 24 sztuk. Właścicielom umożliwiono branie udziału w specjalnych sesjach doszkalania umiejętności jazdy po torze, podczas których do dyspozycji poza Vulcanami oddano także inne limitowane modele Astona Martina.

### Silnik
- V12 7.0l 820 KM